# Напіванфас
Напіванфас (напівоберт) — положення голови або фігури повернутої на 35-45° до спостерігача. Буває лівий напіванфас і правий напіванфас — залежно від напрямку повороту обличчя.

## Легкий напівоберт

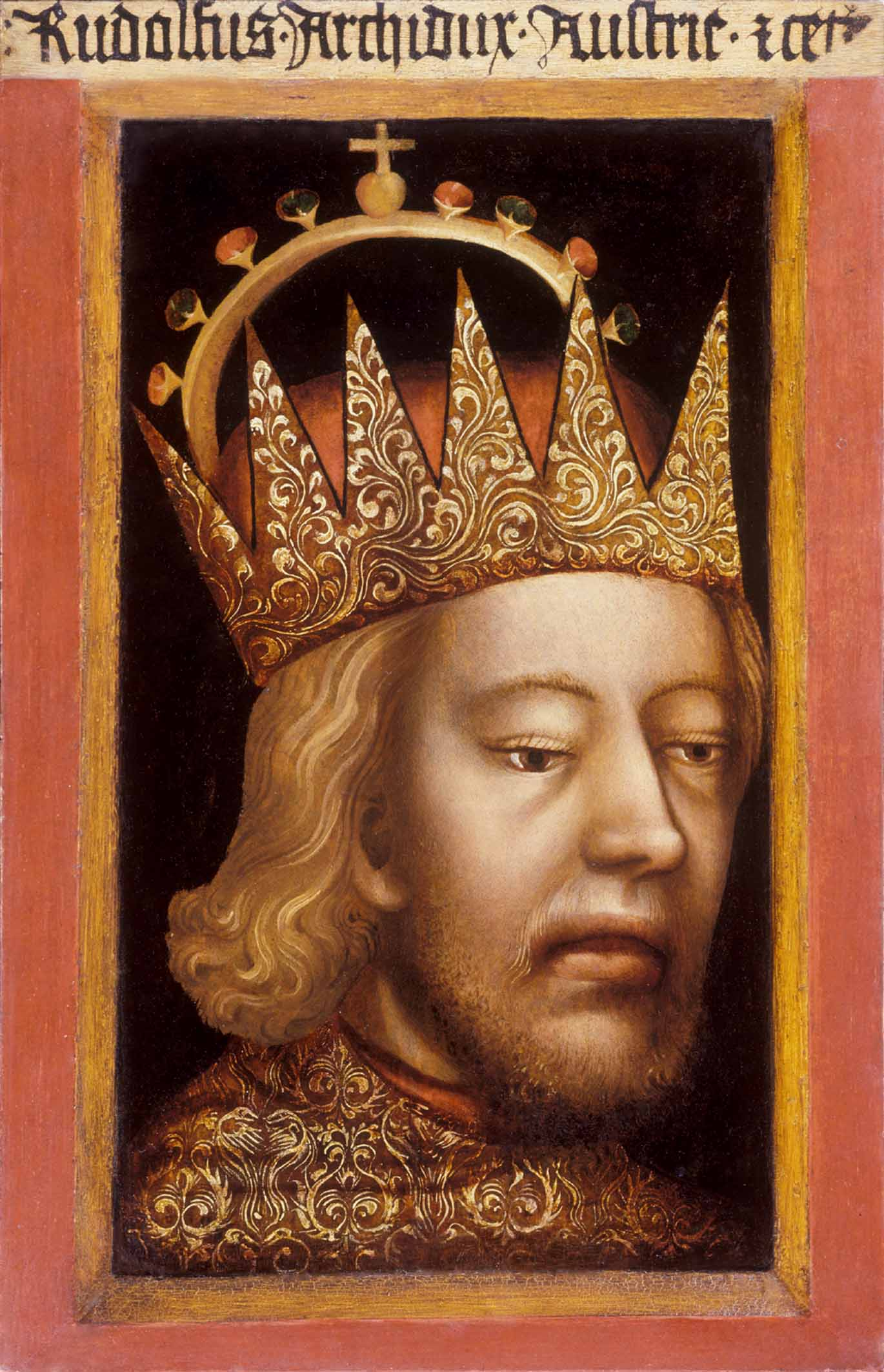
Рудольф IV в короні ерцгерцога. Ймовірно перший в Західній Європі портрет в навіпанфас

У цьому положенні голова трохи повернута в бік так, щоб далеке вухо стало зникло із зони видимості, при цьому на картині (фотографії) з'являється певний обсяг і пропадає симетрія. Для людей, що володіють носом з горбинкою, це варіант зйомки підходить краще, ніж профіль, оскільки при такому положенні горбинка стає менш помітною.

## Класичний напівоберт
У класичному півоберті проєкція кінчика носа повинна потрапити приблизно в середину щоки. При цьому виді зйомки обсяг особи передається найкраще.

## Критичний напівоберт
В цьому ракурсі кінчик носа повинен бути на рівні краю щоки. Такий різновид фотографії має яскравий недолік: особа портретованого візуально буде здаватися вужчою, а ніс — довшим.